# Wilhelm Benque

Wilhelm Benque

Friedrich Wilhelm Alexander Benque (* 24. Februar 1814 in Ludwigslust; † 1. November 1895 in Bremen) war ein deutscher Landschaftsgärtner und Gartenarchitekt.

## Mecklenburg
Der jüngste Sohn eines Schneidermeisters in Ludwigslust durfte mit seinem älteren Bruder Christian eine Gärtnerlehre beim Oberhofgärtner Paul Schweer im Schlosspark Ludwigslust absolvieren. Das Lehrgeld bezahlte der mecklenburgische Großherzog Friedrich Franz I. 1833 ermöglichte ein Stipendium des Landesherren die gärtnerische Vervollkommnung in Potsdam. Ab 1837 gehörte Benque dann zum Mitarbeiterstab von Peter Joseph Lenné bei der Erweiterung des Schweriner Schlossgartens. Mit Lennés Empfehlung arbeitete in den Parkanlagen von Berlin und studierte dort 1841–1842 an der Universität Naturwissenschaften.
Nach seiner Rückkehr nach Mecklenburg legte er 1843/1844 Reformschriften vor. Darunter waren ein Plan zur Vervollkommnung der Parkanlage in Ludwigslust, aber auch Vorschläge zum Ausbau des Obstbaus in Mecklenburg und Beiträge zur Bekämpfung der Kartoffelkrankheit.
In politischen Schriften und ab 1. April 1849 als Redakteur des demokratischen Wochenblattes „Mecklenburgische Dorfzeitung“ zeigte er öffentlich seine Parteinahme für die 1848er Revolution. In Schriften zur Gemeinde- und Bodenreform bekannte er sich zu den „Grundwahrheiten des Socialismus“.

## Amerika
Nach einer Hausdurchsuchung in Hagenow (30. August 1849) musste der politisierende Gartenkünstler mit dem was er auf dem Leibe trug flüchten und wurde steckbrieflich gesucht. Über Hamburg und England emigrierte er daher in die USA und arbeitete zunächst als Farmer in Iowa. Bei einer vorübergehenden Rückkehr nach Deutschland heiratete er am 8. Januar 1851 Christine Friederike Copmann in Blankenese, kehrte aber schon 1853 in die Staaten zurück und ließ sich in Hoboken bei New York nieder. Hier lernte er die landschaftsgärtnerisch gestalteten Friedhöfe, die so in Europa noch kaum üblich waren, auch durch eigene Praxis kennen. Seine Vorstellungen von künstlerischer Park- und Gartengestaltung publizierte er in einem zusammen mit Karl Gildemeister herausgegebenen Tafelwerk, in dem er das Wohnen in naturähnlicher, ästhetisch arrangierter Umgebung anhand eigener Entwürfe für Villengärten darstellte. Zur gleichen Zeit beschäftigte sich die New Yorker Öffentlichkeit mit Plänen für die Anlage eines großen innerstädtischen Parks. Auf eine Teilnahme am Wettbewerb für die Gesamtgestaltung verzichtete Benque, reichte aber außer Konkurrenz einen kommentierten Entwurf ein, dessen Konzept einen harmonischen Übergang von der städtischen Bebauung zu den landschaftlichen angelegten Parkteilen vorsah, was in der Ausführung aber nicht berücksichtigt wurde.
1858 bis 1860 lithographierte Benque eine Anzahl (nach eigenen Angaben „den Hauptanteil“) der in Chromolithographie gedruckten Farbtafeln des ersten Bandes der unvollendet gebliebenen Zweitausgabe (sogenannte „Bien-Edition“) von John James Audubons berühmtem Werk über die amerikanische Vogelwelt.

## Norddeutschland
Zwölf Jahre blieb Benque in Amerika, dann kehrte er nach Deutschland zurück. 1862 ist er bei seinem Bruder in Lübeck nachweisbar, ab 1864 arbeitete er als Redakteur bei der Kieler Zeitung. Nebenbei erstellte er, seine amerikanischen Erfahrungen in der modernen Park- und Friedhofsgestaltung anwendend, den Plan für die Gestaltung des neuen Südfriedhofs in Kiel, dessen Realisierung ab 1865 er auch betreute und der als erster deutscher Parkfriedhof in die Friedhofsgeschichte einging.
Als Benque 1866 den Wettbewerb für die Anlage des Bremer Bürgerparks gewann, wechselte er nach Bremen, wurde mit der technischen Ausführung des Projektes beauftragt und trieb die Realisierung mit 170 Mitarbeitern tatkräftig voran.
Benque war vielseitig begabt, hatte aber Charakterzüge, die den Umgang des Vereinsvorstandes mit ihm nicht erleichterten. „Sehr selbstbewusst, eigensinnig und von aufbrausender Natur, galt er als schwierig, wenn man ihn nicht machen ließ. Spottlustig und streitbar suchte er gern das Forum der Öffentlichkeit, in dem er seinen journalistischen Neigungen Raum gab...“ (A. Röpcke). So wurde denn 1870 sein auslaufender Vertrag mit dem Bürgerparkverein nicht verlängert. Sechs Jahre später holte man ihn zurück, 1877 wurde er zum Parkdirektor ernannt, aber 1884 erneut entlassen. Auch während er 1886 bis 1890 in Hamburg wohnte, äußerte er sich immer wieder mit Kritik und Ratschlägen zur Entwicklung des Parks, den er als sein Lebenswerk ansah.
Wilhelm Benque starb am 1. November 1895 und wurde auf dem von ihm geschaffenen Waller Friedhof im Bremer Stadtteil Walle beigesetzt (Grablage R 196).

## Weitere Aufträge
Die allgemein anerkannte Leistung der Konzeption des Bremer Bürgerparks als Garten-Kunstwerk machte ihn deutschlandweit bekannt und trug ihm weitere öffentliche und private Aufträge ein, allein fast 50 Gartenanlagen in und um Bremen. Seiner überregionalen Reputation entsprechend wurde er auch mit der Anlage des Kurparks in Bad Harzburg und Aufgaben in Wiesbaden, Bückeburg, Karlshafen, Baden-Baden, Köln und Dresden betraut.

## Ehrungen
Die Verdienste Benques wurden in Bremen durchaus anerkannt. 1895 beschloss zu seinem 80. Geburtstag der Bremer Senat, sein Wirken für Bremen mit einer großen Weinspende aus dem Ratskeller zu würdigen. Die Benquestraße und der Benqueplatz im Stadtteil Schwachhausen am Bürgerpark, wurden 1890 bzw. 1899 nach ihm benannt. Der Benquestein aus Granit wurde von Ernst Gorsemann gestaltet und 1938 im Bürgerpark aufgestellt.

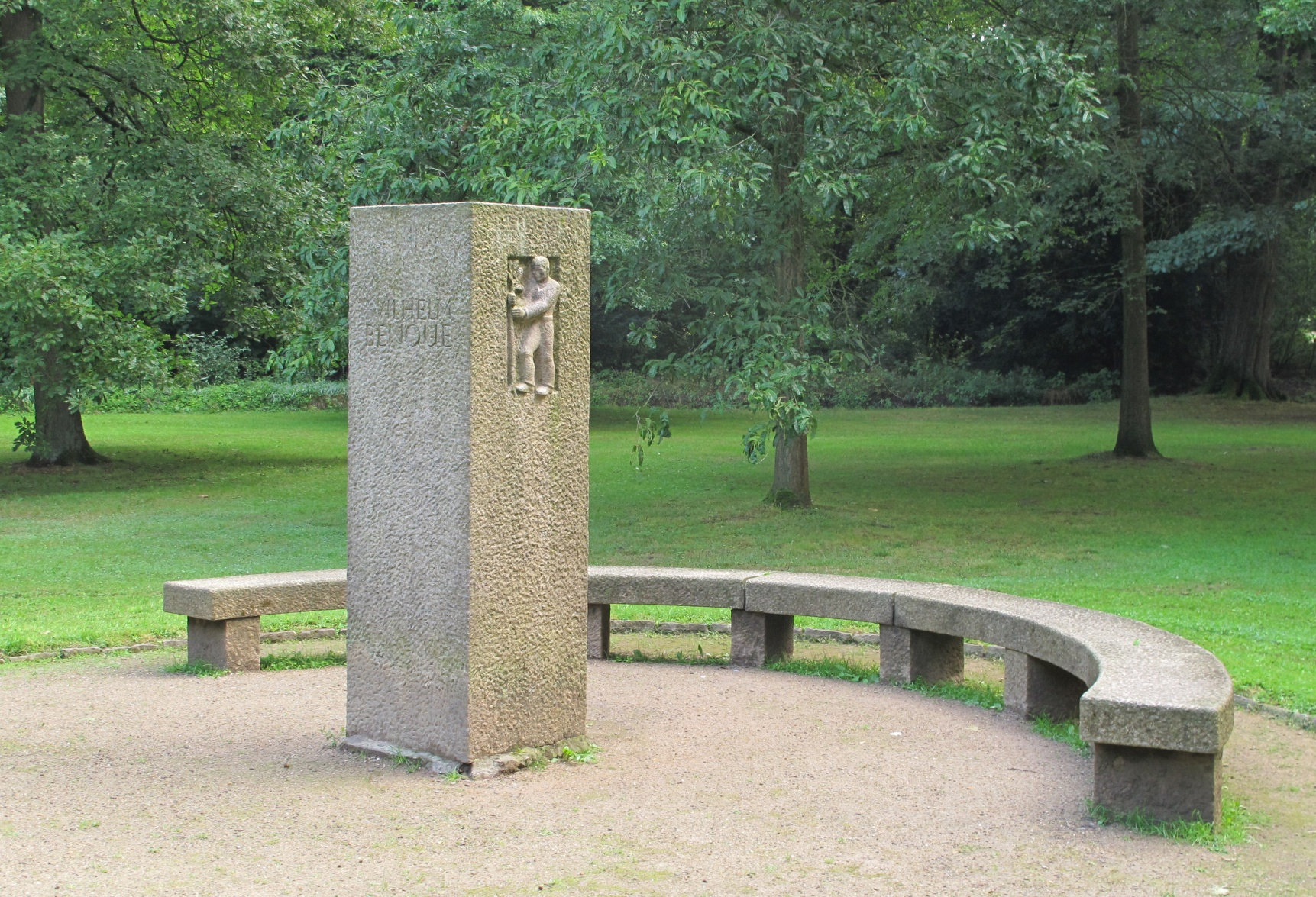
Benquestein im Bremer Bürgerpark

Ein Gemälde und fotografische Porträts befinden sich im Focke-Museum Bremen.

## Familie
Wilhelm Benque war der jüngere Bruder von Christian Benque (* 1811 in Ludwigslust; † 1883 in Lübeck), dessen Sohn der Fotograf Franz Benque war. Auch Wilhelm Benques Sohn Franz Wilhelm Benque (1857–1912) war Fotograf und unterhielt zeitweilig (1886–1889) in Hamburg das Fotoatelier Benque in der Straße Neuer Wall.
Laut einer Zeitungsmeldung (General-Anzeiger für Hamburg-Altona vom 6. November 1895, unter Lokales, Seite 2) wurden die sterblichen Überreste im Krematorium des Ohlsdorfer Friedhofs als 134. Feuerbestattung verbrannt.

## Von Benque gestaltete Parks (Auswahl)
- Kiel, Südfriedhof, 1866–1867
- Bremer Bürgerpark, 1866–1870
- Bad Harzburg Anlagen um Kur- und Logierhaus, 1874
- Knoops Park in Bremen-Burglesum (um 1871)
- Waller Friedhof (1875–1890), 29 ha
- Riensberger Friedhof (1875 eingeweiht)
- Südfriedhof (Kiel) (30. April 1869 eingeweiht)
- Bremerhavener Friedhof in Wulsdorf, (1870/1871 entworfen)
- Landsitz von Senator Gerhard Caesar, Landschaftspark in Oberneuland, Oberneulander Landstraße Nr. 70
- Dresden, Volkspark in der Dresdner Heide, 1894

## Schriften
- Parkvergleiche in: Hamburger Garten- und Blumenzeitung, Norbert Kittler, Hamburg, Nr. 39, 1883, S. 214–217 f.
- Weitere Titel und Zeitungsartikel bei Röpcke, 1998, S. 126 und Röpcke, 1999, S. 47.